# Ортис, Хуан Мануэль
Хуан Мануэль «Хуанма» Ортис Паласон (исп. Juan Manuel «Juanma» Ortiz Palazón; 1 марта 1982, Гуардамар-дель-Сегура, Валенсия, Испания) — испанский футболист, выступающий на позициях защитника и правого полузащитника.

## Карьера
Хоакин родился в Гуардамар-дель-Сегура, провинции Аликанте в Валенсии. Выпускник клубной академии «Атлетико Мадрид». В профессиональном футболе дебютировал в сезоне 2000/01 за «Атлетико Мадрид B» в матче с клубом «Спортинг Хихон B». В составе «Атлетико Мадрид B» провел 65 матчей и забил 9 голов. Во взрослой команде дебютировал в следующем сезоне, Луис Арагонес выпустил молодого полузащитника в матче Сенгунды против «Реал Овьедо» 5 мая 2001 года. В сезоне 2003/04 провел за взрослую команду пять матчей.
В начале сезона 2004/05 отправлен в аренду в клуб «Осасуна» на два сезона. В первом сезоне помог команде достичь финала Кубка Испании. Во втором сезоне в команде всего 7 матчей.
Сезон 2006/07 провел в аренде в клубе «Полидепортиво». Дебютировал в матче с «Мурсией» 27 августа 2006 года. Всего за клуб провёл 40 матчей и забил 9 мячей.
Сезон 2007/08 начал в клубе «Альмерия», который только поднялся в Ла-Лигу, где сыграл одну из важнейших ролей в достижении восьмого места в первом сезоне. 19 апреля 2008 победном матче с «Севильей» окончившимся со счетом 4—1, забил гола. В дальнейшем оставался игроком основного состава иногда выступая на позиции правого атакующего защитника. В сезоне 2007/08 в составе «Альмерии» помимо Хуана Мануэля выступало ещё двое футболистов с фамилией Ортис: Хосе Ортис и Мане.
В сезоне 2010/11 выступал преимущественно на позиции крайнего защитника слева и справа. Забил голы в двух кубковых матчах против «Мальорки» и «Депортиво». помог команде впервые достигнуть полуфинал Кубка, но команда вылетела из Ла-Лиги, заняв последнее место.
6 июля 2011 года подписывает трёхлетний контракт с шотландским клубом «Рейнджерс». В клубе дебютировал в матче против «Харт оф Мидлотиан» 23 июля 2011 года, а первый гол забил в Лиге Европы в матче против словенского «Марибора». Но стать основным игроком состава Алли Маккойста ему не удалось и он отправился в аренду до конца сезона в «Альмерию». Забил голы в трех первых победных матчах против «Кордобы», «Жироны» и «Реала Мурсии».
В мае 2011 года заявлял, что планирует вернуться в «Рейнджерс» из аренды, но не уверен в своем будущем в клубе. По возвращении в шотландский клуб расторг контракт.
В сентябре 2014 года перешёл в клуб кипрского Дивизиона А «АЕК Ларнака». В конце сезона 2014/15 стал серебряным призёром.

## Достижения
- Серебряный призёр Дивизиона А (1): 2014/15